# Klášter Sumela
Klášter Sumela (řecky: Μονή Παναγίας Σουμελά) je bývalý pravoslavný klášter, který se nachází v Pontských horách v dnešním Turecku. Zasvěcen byl Panně Marii. Nachází se na strmém útesu v nadmořské výšce asi 1200 metrů s výhledem na údolí Altındere a je hlavní turistickou atrakcí národního parku Altındere. Není známo, kdy byl klášter založen, ale turecké ministerstvo kultury a cestovního ruchu uvádí rok 386. V tom případě by byl vystavěn za vlády císaře Theodosia I. Podle legendy založili klášter dva athénští mniši jménem Barnabáš a Sofronios, které ve snu oslovila Panna Maria a přikázala jim, aby našli její ikonu, kterou namaloval apoštol Lukáš. Našli ji prý v jeskyni v pontských horách a na tomto místě založili klášter. Ikona Bohorodice byla pak známa jako Panagia Gorgoepekoos a byla velkým lákadlem pro středověké poutníky. Během své dlouhé historie klášter několikrát zchátral a byl obnoven různými panovníky. Zdá se, že největší politickou roli sehrával během éry Trapezuntského císařství, postbyzantského křesťanského anatolského státu, který existoval v 13.-15. století. Nejvíce se na rozvoji kláštera podílel král Alexios III. Trapezuntský. Podle legendy byl mladý Alexios zachráněn před bouří Pannou Marií a byl jí vyzván, aby klášter obnovil. I po dobytí osmanským sultánem Mehmedem II. v roce 1461 zůstal klášter křesťanským a získal osobní sultánovu ochranu. Od roku 1682 se v klášteře nacházela Trapezuntská kolej (Φροντιστήριο Τραπεζούντος), významná vzdělávací instituce. Po roce 1923 byl klášter opuštěn v důsledku výměny obyvatelstva mezi Řeckem a Tureckem dohodnuté smlouvou z Lausanne. V roce 1930 mniši ze sumelského kláštera založili nový klášter na svazích hory Vermion v řecké Makedonii. Některé poklady ze starého kláštera byly přeneseny do nového. V roce 1930 byly dřevěné části kláštera Sumela sežehnuty požárem a v následujících letech byly další části kláštera poškozeny a vypleněny hledači pokladů. Od roku 2012 turecká vláda financovala rozsáhlou rekonstrukci, především s cílem oživit turistický ruch v oblasti. Během restaurátorských prací v letech 2015–2017 byl objeven tajný tunel, který vedl na místo, kde se zřejmě odehrávaly nějaké tajné rituály. Nalezeny byly také dosud neznámé fresky zobrazující Nebe a Peklo. V roce 2019 byl zrekonstruovaný klášter otevřen veřejnosti a je v něm muzeum. Klášter usiluje o zápis na seznam Světového dědictví UNESCO.